# 司馬冰
司馬冰（?—?），西晋宗室，司马昭曾孙，齐王司马攸之孙，齐武闵王司马冏之子。
永宁元年（301年）十二月，司馬冰出继司马鉴，袭封乐安王，永兴元年（302年）徙封广阳王，以济阴一万一千二百一十九户改为广阳国，十二月司马冰与淮陵王司馬超、济阳王司馬英被囚于金墉。后来司马超、司马冰、司马英被赦免还第，封司马超为县王。
| 前任： 司馬籍 | 晋朝乐安王 301年－302年 | 繼任： 国除 |
| 前任： 初封   | 晋朝广阳王 302年        | 繼任： 国除 |